# Gilberte Swann
Gilberte Swann est un personnage d'À la recherche du temps perdu de Marcel Proust. Elle est la fille de Charles Swann et d’Odette de Crécy. 

## Apparitions dans laRecherche
Gilberte apparait pour la première fois dans Du côté de chez Swann lorsque le narrateur est présenté aux Swann. Il tombe amoureux d’elle mais leur relation va progressivement se désagréger jusqu’à son départ pour Balbec. Elle est évoquée à nouveau dans Albertine disparue lorsque le narrateur la rencontre sans la reconnaître, de prime abord, alors qu’il tente de se détacher d’Albertine. Cette rencontre est d’autant plus significative qu’elle rappelle au narrateur sa séparation d’avec Gilberte qui, ayant adopté le nom de son père adoptif, M. de Forcheville, après la mort de son père, est devenue depuis marquise de Saint-Loup par son mariage avec Robert de Saint-Loup, qui fait le lien entre le côté de chez Swann et celui de Guermantes. Le narrateur en est en effet venu, progressivement et définitivement, à oublier Gilberte. De fait, il en ira de même avec Albertine avant son départ, cette fois, pour Venise.

## Interprètes
- Isabelle Huppert dans Les Cent Livres : À la recherche du temps perdu de Claude Santelli (1971)
- Emmanuelle Rosenthal dans Un amour de Swann de Volker Schlöndorff (1984)
- Eleanor David et Zoe Mair (enfance) dans le documentaire britannique The Modern World: Ten Great Writers, épisode Marcel Proust's 'A la recherche du temps perdu' de Nigel Wattis (1988)
- Emmanuelle Béart et Camille Du Fresne (enfance) dans Le Temps retrouvé de Raoul Ruiz (1999)
- Marie-Sophie Ferdane dans À la recherche du temps perdu de Nina Companeez  (2011)